# Schweizerwald
Der Schweizerwald ist ein 1305,7 m ü. NHN hoher Berg im Südschwarzwald in Baden-Württemberg.  Er liegt auf dem Gebiet der Gemeinden Oberried und Hinterzarten (Landkreis Breisgau-Hochschwarzwald) rund 17 km südöstlich von Freiburg im Breisgau und 2,5 km nordöstlich des Feldbergs, des höchsten Berges im Schwarzwald.

## Lage und Charakteristik

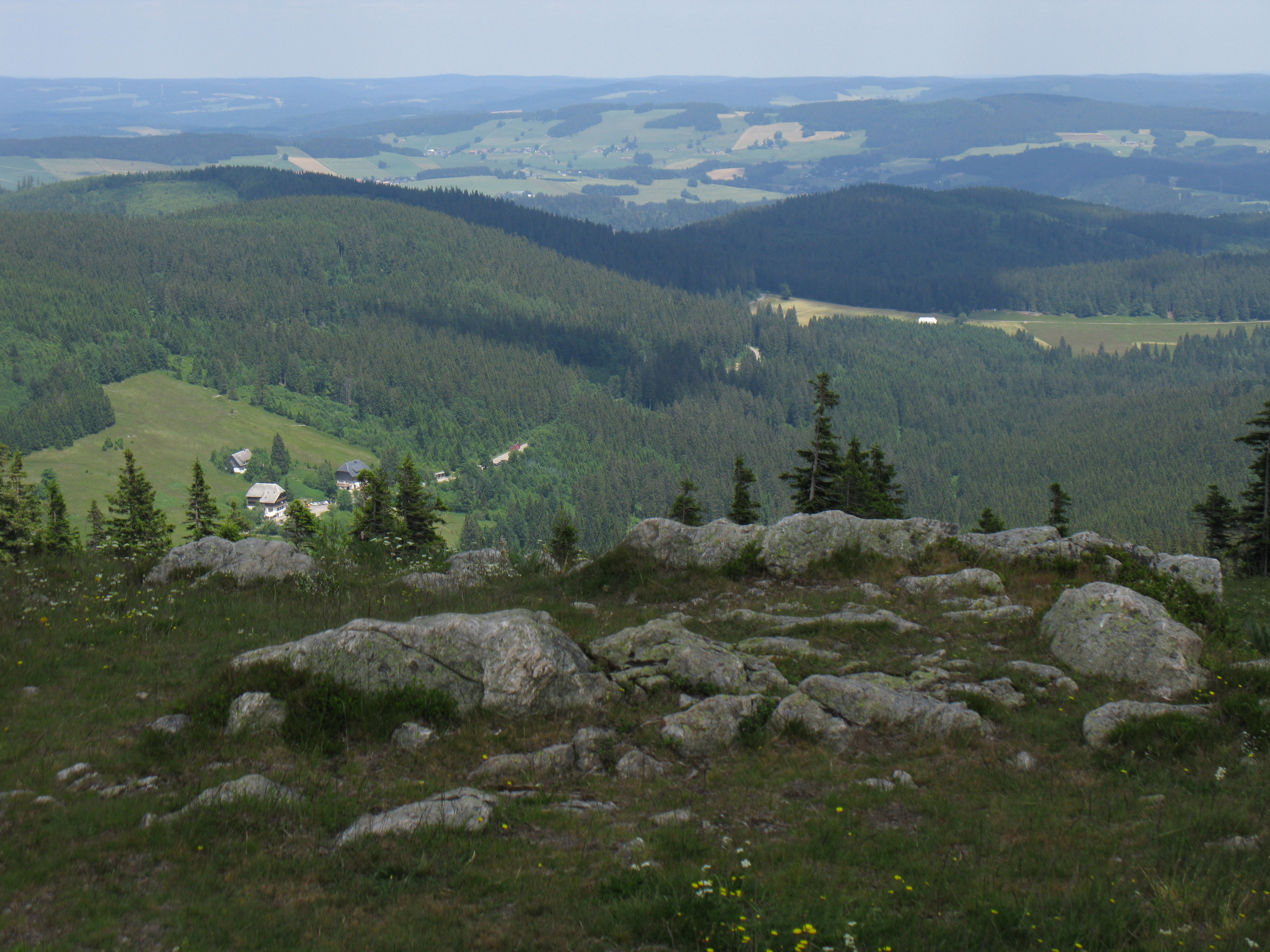
Der Schweizerwald (Fichtenbestandene Kuppe links) aus Süden vom Baldenweger Buck aus gesehen

Der Schweizerwald ist vom Feldberg aus gesehen der erste Gipfel des zunächst nordwärts abgehenden Bergkammes, der das Zastlertal auf der Ostseite begleitet. Die sanft gewölbte Waldkuppe liegt zwischen dem hier 550 Meter tiefer verlaufenden, schroffen Zastler Tal und dem eher wellig reliefierten Hochgebiet, das vom nahen Sägenbach über den Seebach zum Titisee und zur Wutach entwässert wird. An seinem Südostfuß liegt am Bergsattel Rinken auf 1196 m ü. NHN der gleichnamige Zinken mit Gasthaus und etwas Grünlandwirtschaft.
Aufgebaut ist der Berg aus Migmatiten und Paragneisen, die teilweise sehr stark umgeschmolzen worden sind (Anatexis). Darin eingeschlossen sind Ganggranite und Lamprophyre (dunkles, festes Ganggestein mit Einsprenglingen meist von Biotit).. Am Rinken ist das anstehende Gestein von Grundmoräne bis zu der Höhe überdeckt, die beim letzteiszeitlichen Abfluss des Feldberggletschers in das Zastler Tal eisüberdeckt war.
Der gesamte Berg ist einschließlich der Gipfelkuppe bewaldet. Der vorherrschende Fichtenwald ist von zahlreichen Lichtungen durchsetzt, die auf Windwurf zurückgehen. Inselhaft liegen am Südfuß die Viehweiden und Wiesen um die Häusergruppe am Rinken, und am Ostfuß die Wiesen um die Urbershütte. 

## Name
Der Name des Berges bezieht sich auf die zu einem Hof im Zastler Tal gehörende Waldfläche. Die andere, zu Hinterzarten gehörende Waldfläche wird Batzenwald genannt.

## Naturschutz
Die natürliche Vegetation eines hochmontanen Fichten-Tannen-Buchenwaldes ist kaum noch vorhanden und zumeist Fichtenforsten gewichen. Nur am Westabfall sind an der steilen, felsdurchsetzten Rauhalde noch großflächig strukturreiche Eschen-Ahorn-Schluchtwälder vorhanden.
Der Gipfel des Schweizerwaldes liegt nordöstlich außerhalb des Naturschutzgebiets Feldberg. Der Südhang ist einbezogen in das Landschaftsschutzgebiet Breitnau-Hinterzarten.

## Verkehr und Tourismus
Das Gebiet des Schweizerwaldes ist über zwei schmale Stichstraßen mit wenigen Wandererparkplätzen erreichbar; zum einen ab Hinterzarten zum Rinken und zum anderen ab Oberried ins oberste Zastler Tal. Von dort führen Wanderwege auf Forstwegen um den Gipfel herum in Richtung Feldberg oder zum Hinterwaldkopf (Dr. Ganter-Weg). Auf den eigentlichen Gipfel führt kein ausgewiesener Wanderweg.